# Хуан Валера і Алькала-Гальяно
Хуан Валера і Алькала-Гальяно (18 жовтня 1824 — 18 квітня 1905) — іспанський письменник-реаліст, дипломат і політик.

## Біографія
Народився в Кабрі, в провінції Кордова, здобув освіту в Малазі та в Гранадському університеті, де отримав ступінь з права, а потім розпочав дипломатичну кар'єру (1847). Протягом п'яти десятиліть Валера обіймав низку посад у різних місцях. Він супроводжував іспанського посла в Неаполі. Згодом був членом іспанської місії в Лісабоні (1850), Ріо-де-Жанейро (1851–53), Дрездені та Санкт-Петербурзі (1854–57 разом з герцогом Осуною). Про останню місію в Cartas desde Rusia, «ніжно висміюючи» свого колегу-дипломата, Маурісіо Альвареса де лас Астуріас Бохоркеса і Гіралдеса, третього герцога Гора.
Після повернення до Мадрида він став одним із редакторів ліберального журналу El Contemporáneo (1859) і був призначений послом у Франкфурті (1865). Після революції 1868 р. призначений помічником статс-секретаря і (1871) директором народної освіти. Під час правління Альфонсо XII він був послом у Лісабоні (1881–83), Вашингтоні (1883–86) і Брюсселі (1886–88), а в 1893–95 роках послом у Відні. У 1900 році він був обраний до Академії моральних і політичних наук.
Протягом своєї дипломатичної та політичної діяльності він написав твори, які є одними з найвизначніших в літературі його країни. За чистотою дикції та красою стилю Валера залишається неперевершеним в Іспанії. «Пепіта Хіменес», що з'явився у вигляді роману в 1874 році, є, мабуть, найвідомішим його твором; відтоді його перекладено багатьма мовами світу. У романі зображено поступове усвідомлення молодим семінаристом пустої суєти свого покликання, що завершується нищівною розв'язкою. Серед інших романів — «Ілюзії доктора Фаустіно» (1875), «Комендант Мендоса» (1877), «Пасарсе де Лісто» та «Донья Лус» (1879). Всі вищезгадані романи були написані приблизно в той час, коли автор відмовився від політичної діяльності. Валера також був прихильником. іберійського федералізму.

## Видання творів

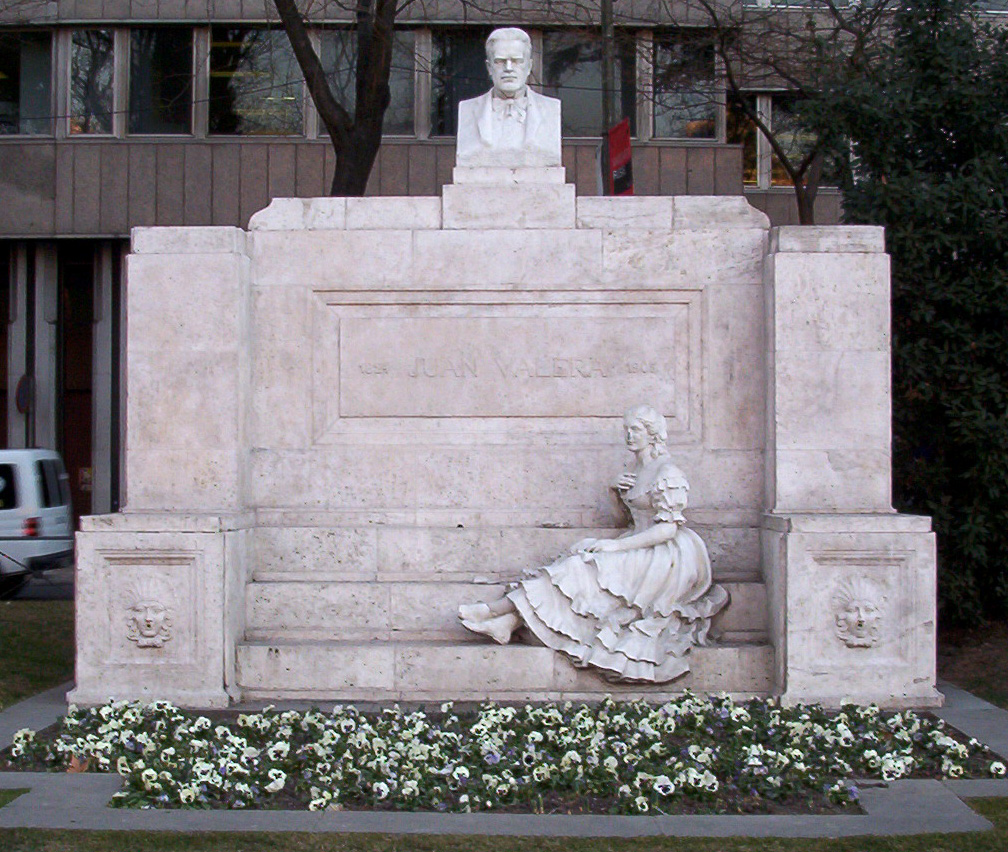
Пам'ятник Валері в Мадриді (Л. Куло, 1928).

- Juan Valera, Obras Completas (Madrid, 1905 et seq., 43 volumes to 1916)
- Juan Valera, The Illusions of Doctor Faustino, translated by Robert M. Fedorchek. The Catholic University of America Press (2008)
- Juan Valera, Juanita la Larga, translated by Robert M. Fedorchek. The Catholic University of America (2006)